# Гаплогруппа Q (мтДНК)
Гаплогруппа Q — гаплогруппа митохондриальной ДНК человека.

## Происхождение
Гаплогруппа Q является потомком гаплогруппы M.

## Распространение
В настоящее время гаплогруппа Q встречается на юге Тихоокеанского региона, особенно на Новой Гвинее и в Меланезии. Гаплогруппа Q имеет высокое разнообразие подклассов и часто встречается среди папуасского и меланезийского населения, с предполагаемым временем распада около 50 тыс. лет назад. До настоящего времени гаплогруппа Q не была отмечена среди аборигенов Австралии, что говорит о длительном генетическом разделении между предками папуасов и меланезийцев, с одной стороны, и аборигенов Австралии, с другой.
Довольно часто данная гаплогруппа встречается у населения островов Уоллесия на востоке Индонезии, что говорит о генетическом родстве их жителей с аборигенами Новой Гвинеи. Также гаплогруппа Q была обнаружена, хотя и с низкой частотой, среди современного населения Зондских островов, Микронезии и Полинезии.